# Хофбройкеллер

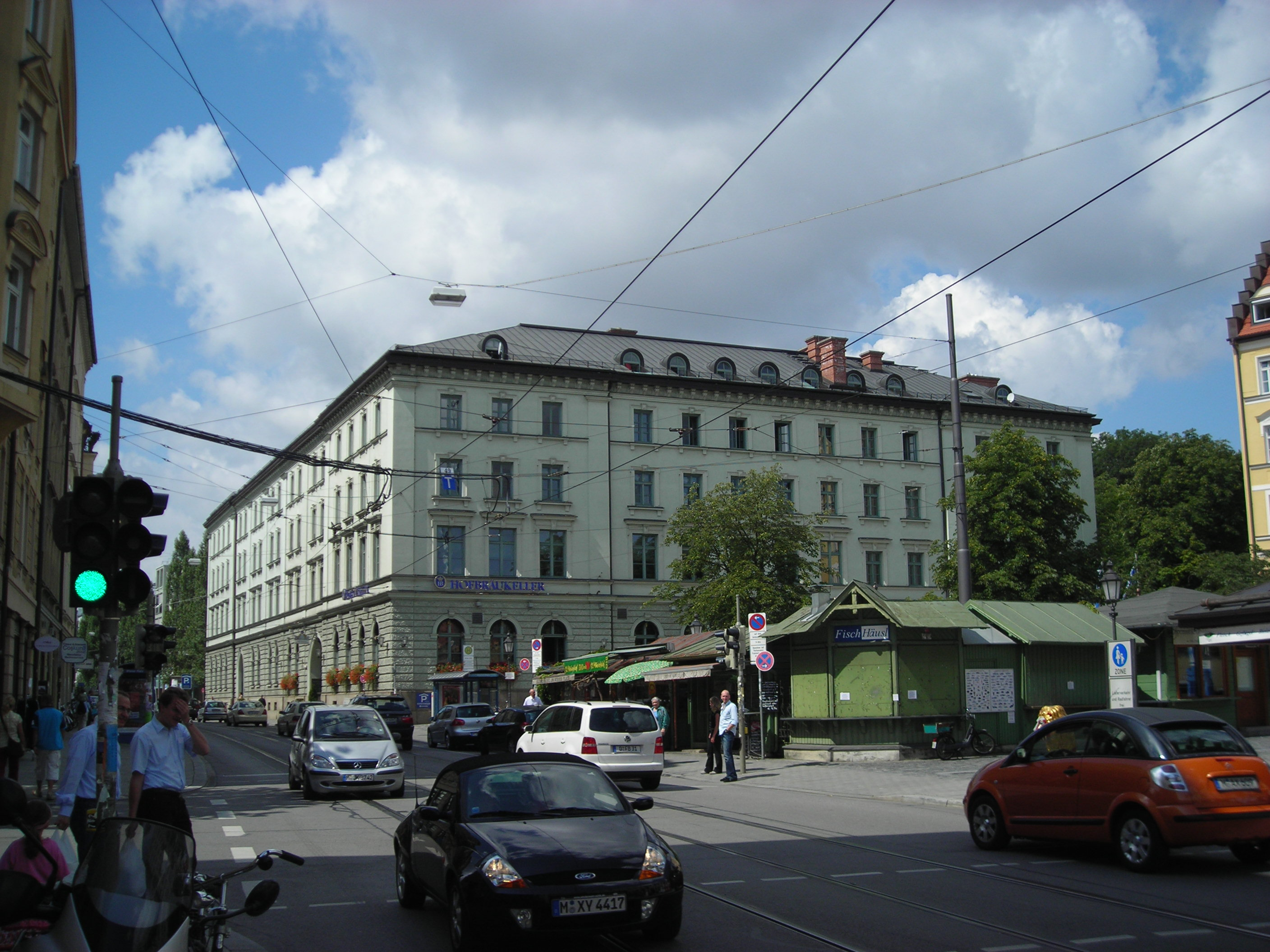
Хофбройкеллер

Хофбройкеллер (нем. Hofbräukeller) — большой пивной ресторан с пивным садом, расположенный на Венской площади / Иннере-Винерштрассе, 19 (нем. Wiener Platz / Innere Wiener Straße, 19) к юго-востоку от центра Мюнхена. Занимает первый этаж и подвал исторического здания в стиле неоренессанс.
Открылся в качестве пивоварни 10 августа 1896 года. Пиво непосредственно в Хофбройкеллере варили вплоть до пожара 1987 года.
С 1988 года здание восстановлено и вновь открыт ресторан, а пивоварня перенесена на окраину города. В отличие от популярного у туристов «Хофбройхаус», посетителями Хофбройкеллера в основном являются местные жители.

## История

### Придворная пивоварня
Хотя название «Хофбройкеллер» является именем собственным и переводится на русский язык по правилам практической транскрипции, его смысловой перевод с немецкого помогает раскрыть историю места: «Придворный пивной погреб».
Придворная пивоварня в Мюнхене была основана 27 сентября 1589 года баварским герцогом Вильгельмом V Благочестивым и первоначально варила только тяжёлое тёмное пиво из тёмного мюнхенского солода. Сын и наследник Вильгельма Максимилиан I не любил этот сорт, предпочитая более мягкое пшеничное пиво (нем. Weissbier). В 1602 году герцог запретил всем частным пивным заводам готовить вайсбир, обеспечив монополию своей придворной пивоварне, что позволило за один только 1605 год произвести на ней 1444 гектолитра пшеничного пива.
В 1607 году Максимилиан I принял решение перенести производство пшеничного пива и построить в Мюнхене новую пивоварню — Хофбройхаус, «придворный пивной дом», в котором в 1828 году по декрету короля Людвига I была открыта общедоступная пивная. В 1879 году директор пивоварни зарегистрировал товарный знак «HB» (Hofbräu), закрепив его исключительно за фирмой «Königl. Hofbräuhaus в Мюнхене».

### Открытие новой пивоварни
За 289 лет в здании Хофбройхауса пивоварне и пивной стало тесно, помещение не справлялось ни с наплывом посетителей, ни с возросшим спросом на продукцию. Тогда принц-регент Луитпольд Баварский решил убрать пивоварню из здания Хофбройхауса и возвести для неё новое строение на улице Иннере-Винер. 2 июня 1896 года начался переезд в новый бродильный цех. Непригодное к использованию оборудование пустили на лом, закупили новое, а всё достойное применения за 70 дней перевезли в новое здание. Первая варка в Хофбройкеллер состоялась 10 августа 1896 года.

### Собрание Немецкой рабочей партии
16 октября 1919 года в малом зале Хофбройкеллера, вмещавшем до 130 посетителей, состоялось собрание Немецкой рабочей партии, позднее ставшей НСДАП. Объявление о собрании было опубликовано в газете Völkischer Beobachter. На собрании присутствовало 111 человек. Адольф Гитлер, в то время ещё военнослужащий 1-го резервного батальона 2-го Баварского пехотного полка, произнёс перед собравшимися свою первую получасовую партийно-политическую речь, после которой в фонд партии было собрано 300 немецких марок, о чём сам Гитлер вспоминал в книге «Моя борьба». В последующие годы эта пивная также становилась сценой политических событий.

### Пожар и восстановление
В 1987 году в здании Хофбройкеллера произошёл сильный пожар, повредивший пивоварню и ресторан. Однако, ещё в 1980 году власти Баварии приняли решение о переносе пивоварни на окраину города в округ Трудеринг-Рим (нем. Trudering-Riem), где и расположилась пивоварня «Хофброй Мюнхен» (нем. Hofbräu München). С 23 ноября 1988 года производство пива «Münchner Weiße» осуществляется на новом месте.
Здание, в котором располагался Хофбройкеллер, было восстановлено. Новыми владельцами ресторана в 1988 году стала семья Штейнберг.

## Пивные залы
Ресторан вмещает 1 800 человек (включая и пивной сад, который граничит с парком Максимилиана). В ресторане имеются несколько залов и кабинетов: парадный зал (нем. Festsaal), малый зал (нем. Kleiner Saal), комната Максимилиана (нем. Maximilianstüberl), театральный подвал (нем. Theaterkeller).

## Пиво
В ресторане предлагают три сорта немецкого пива:
- Hofbräu Original — светлое мюнхенское пиво низового брожения крепостью 5,1° (производства пивоварни «Хофброй Мюнхен»);
- Münchner Weiße — пшеничное пиво верхового брожения крепостью 5,1° (производства пивоварни «Хофброй Мюнхен»);
- также Premium Pils — бочковое пиво крепостью 4,9° (собственного производства).

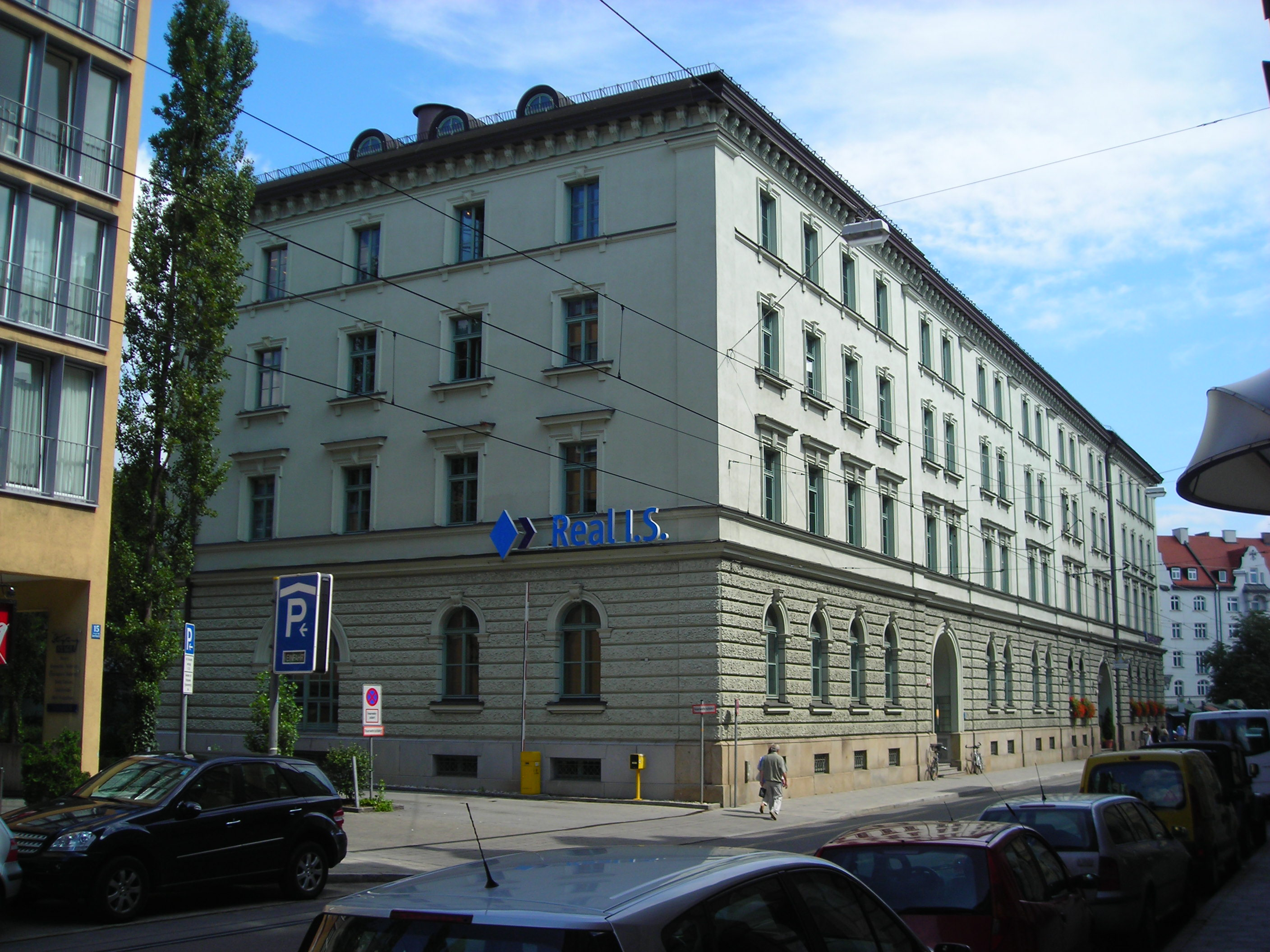
Юго-западный фасад здания
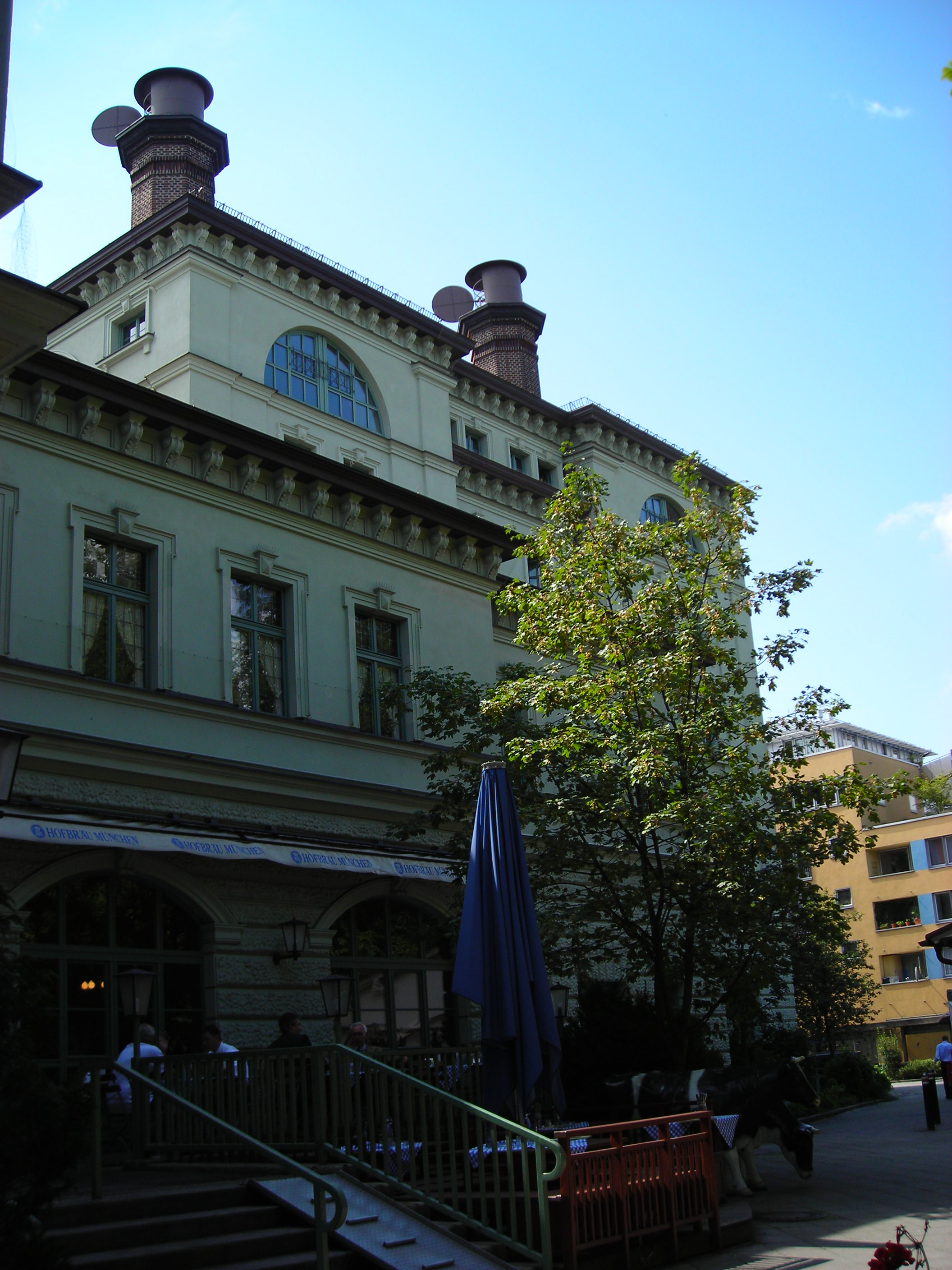
Северный фасад
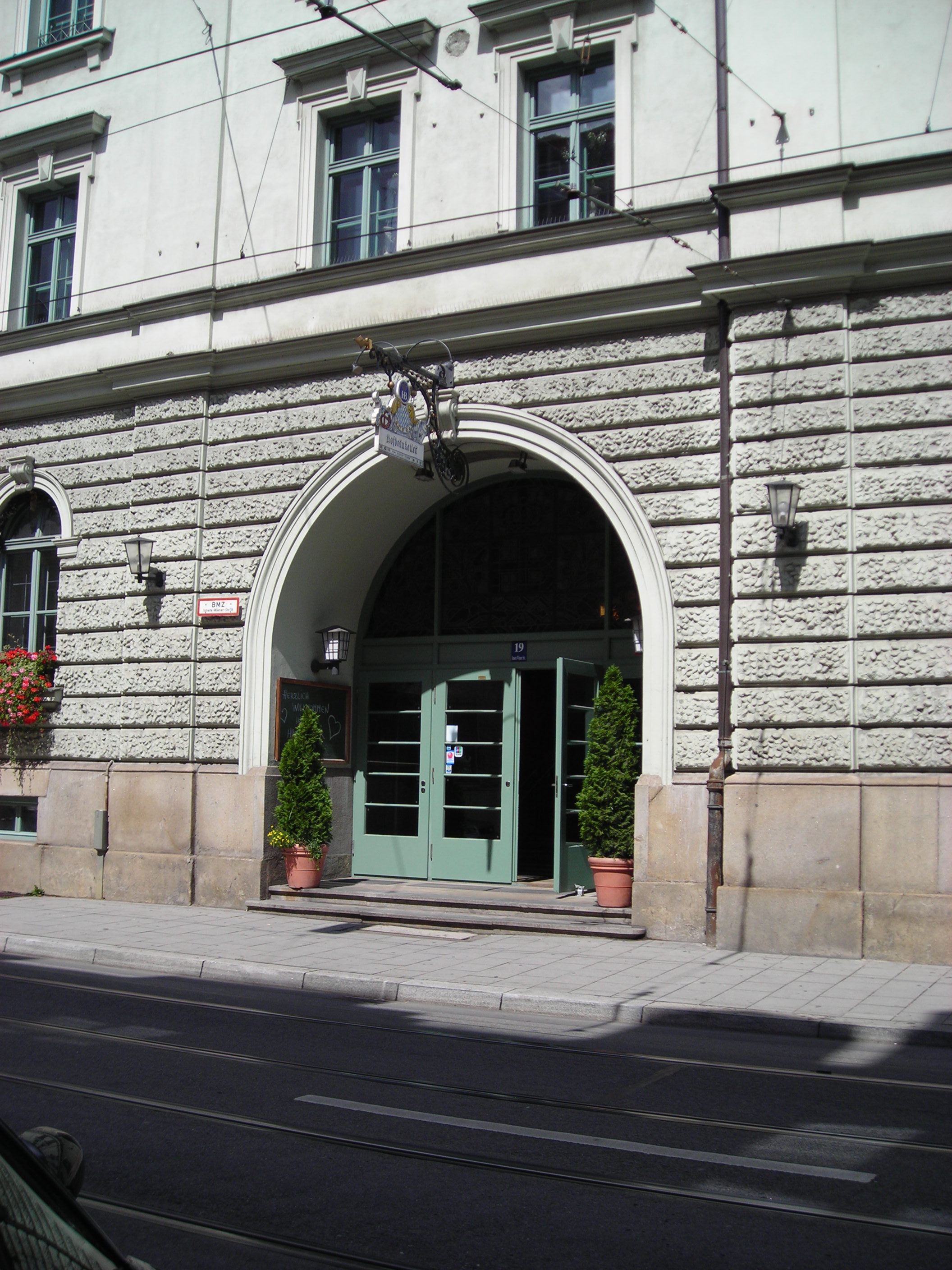
Главный вход
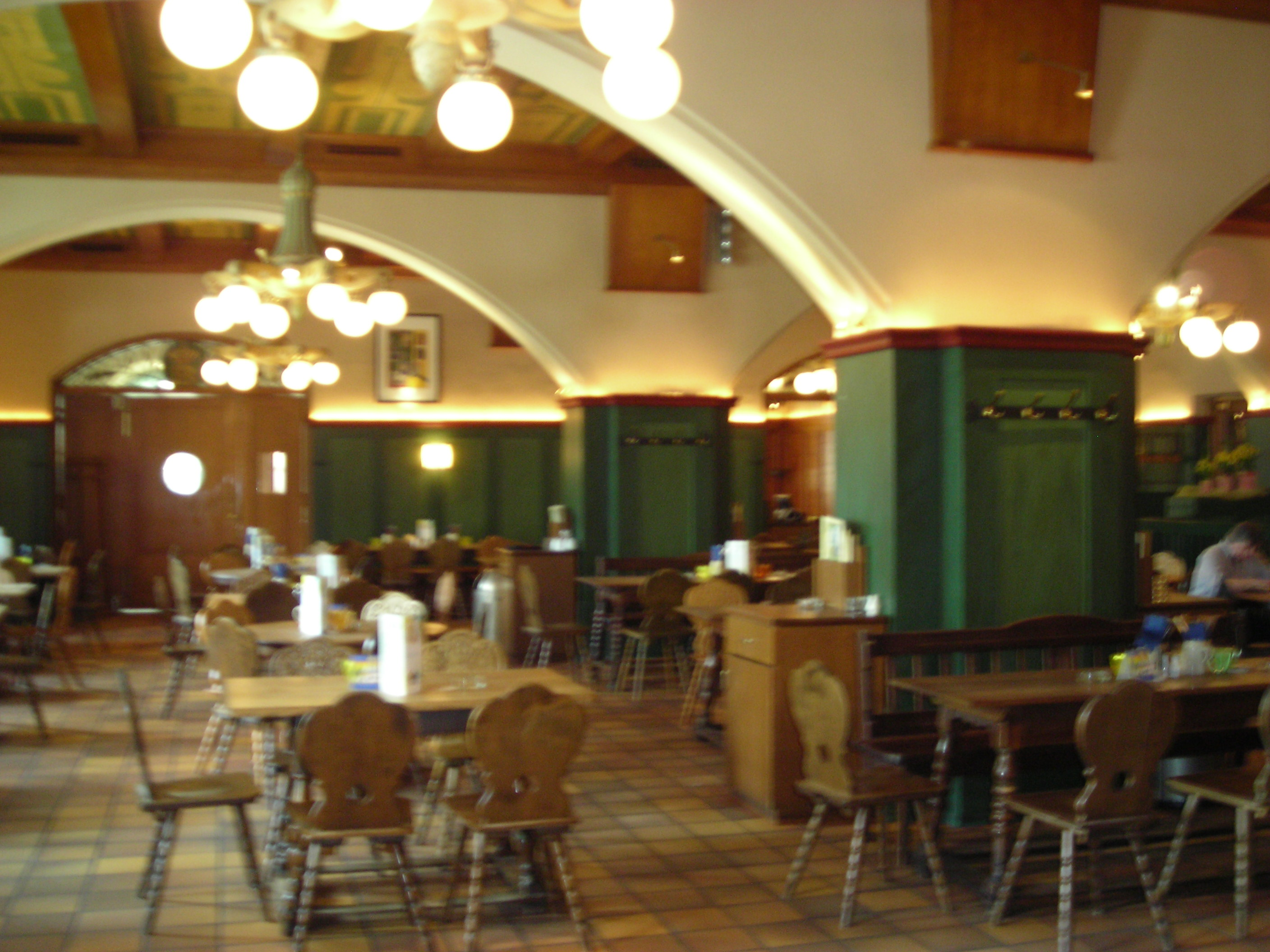
Внутри Хофбройкеллер
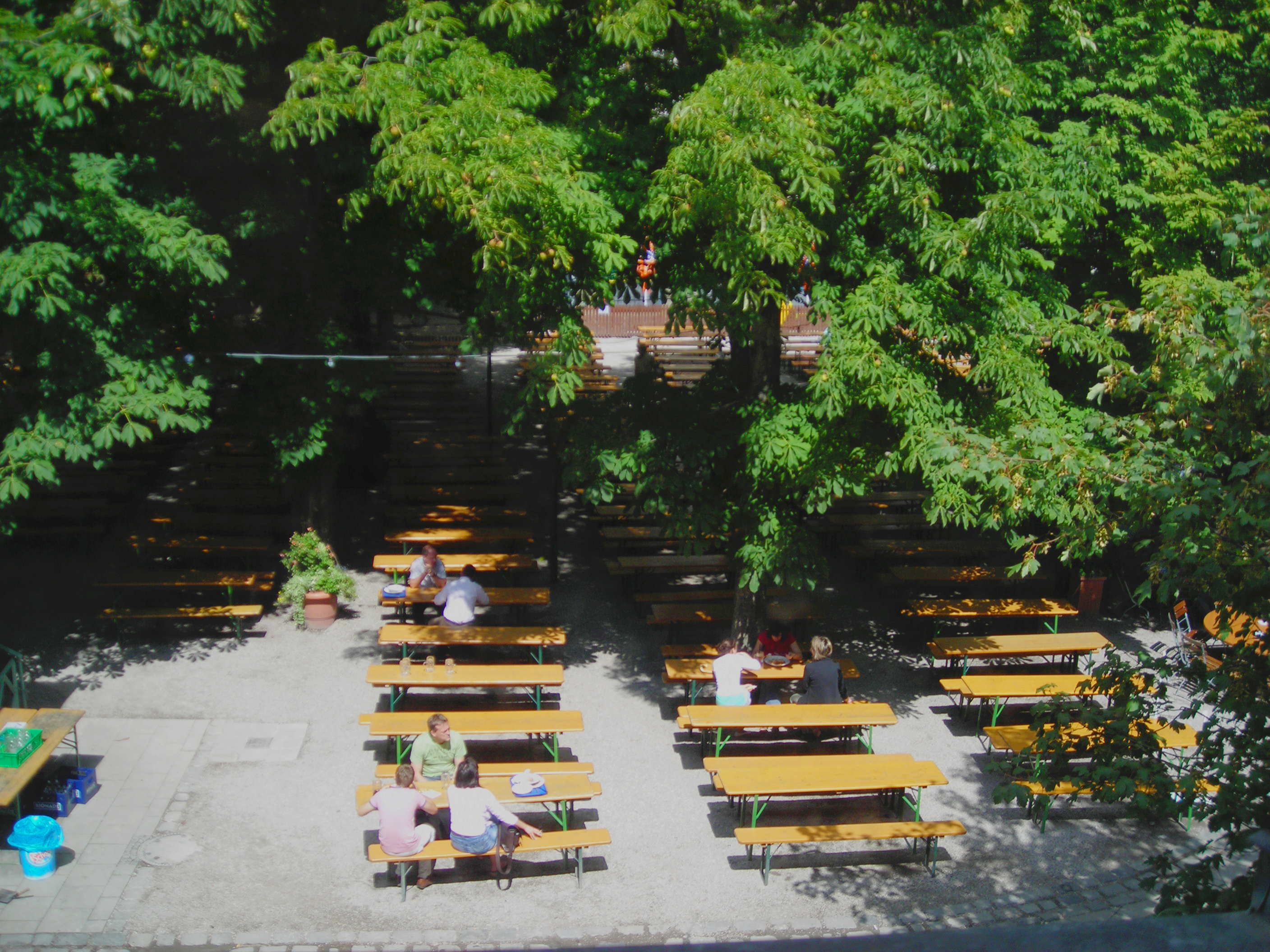
Пивной сад